# Verrecchie
Verrecchie è una frazione del comune italiano di Cappadocia (AQ), in Abruzzo.

## Geografia fisica
La località, prossima alla valle di Nerfa, è situata a 1 042 m s.l.m. alle pendici del versante orientale del monte Padiglione, incluso nella catena montuosa dei Simbruini.
Tra il territorio di Petrella Liri e quello di Verrecchie si trova il complesso speleologico delle grotte di Beatrice Cenci.
Il paese dista circa 4,6 chilometri dal capoluogo comunale.

## Origini del nome
Sull'origine del toponimo Verrecchie non ci sono certezze. Tuttavia sono state avanzate alcune supposizioni:
- deriverebbe dalla radice latina "verre" cioè maiale, per via della presenza in questi luoghi di allevamenti di maiali.
- legame con il console romano Verre che secondo alcuni commentatori fuggì da Roma.
- una leggenda lega il nome Verrecchie alla parola olandese "Verrek ja", che significherebbe eureka, ovvero "finalmente ho trovato". Crociati del nord Europa di ritorno dalla Palestina si sarebbero fermati in questo luogo ricco di sorgenti d'acqua[3].

## Storia

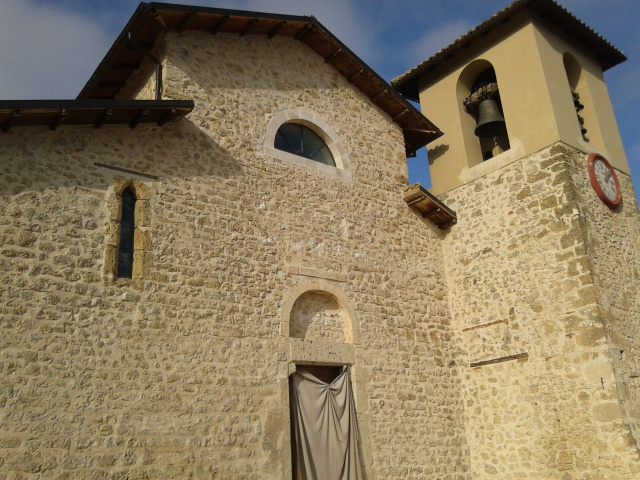
L'antica chiesa di Sant'Egidio

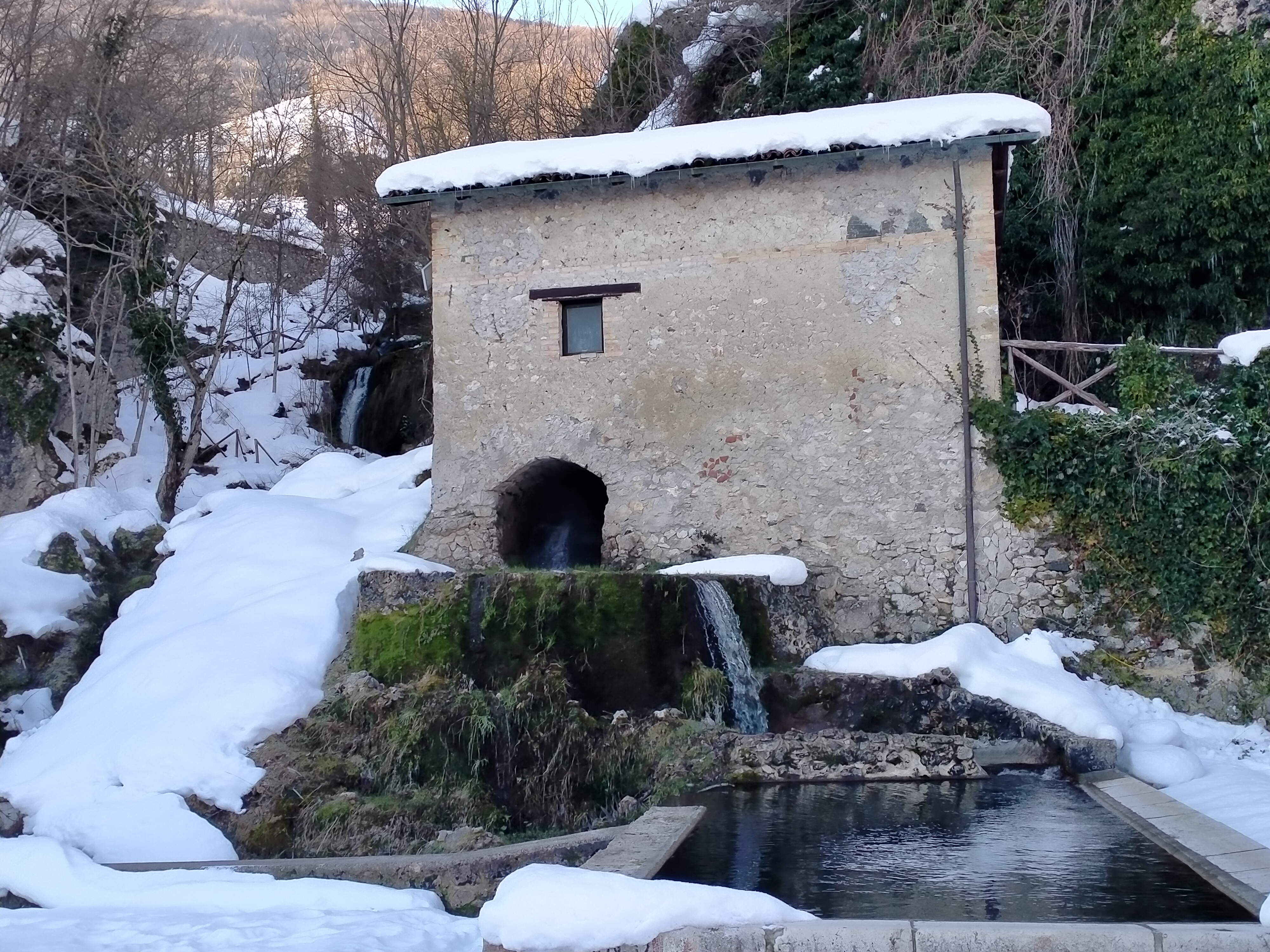
Mulino ad acqua

Anticamente sulle alture del monte Padiglione posto al confine dei territori comunali di Cappadocia e Pereto, si trovavano gli ocres di Cacume (o "Carcume", anticamente Cacumen) e Morbano, mentre Verumpano era localizzato nei pressi della fonte Vetrina (o fonte Utrina). Dei villaggi sono ancora visibili le tracce delle antiche case, delle spalliere dei terreni, un tempo coltivati, e la mulattiera che conduceva alla fonte.
Sopra l'abitato sono visibili i resti della rocca di Monte a Corte, risalenti al 1239 e costruita per volere dell'imperatore Federico II. La rocca situata a 1100 m s.l.m. doveva essere soprattutto un luogo d'avvistamento. Verrecchie, come molti altri centri della Marsica, seguì le vicende della contea dei Marsi, di Albe e del ducato di Tagliacozzo. Fu un feudo dei De Ponte dal XII al XIII secolo, degli Orsini dal XIII al XV secolo e infine dei Colonna fino al 1806, anno dell'abolizione del feudalesimo.
Secondo un censimento del 1595 nel paese vivevano 85 famiglie, mentre il censimento del 31 dicembre 1871 faceva registrare una popolazione di 357 abitanti.
Il terremoto della Marsica del 1915 causò notevoli danni al patrimonio architettonico del borgo e un ristretto numero di vittime.

## Monumenti e luoghi d'interesse

### Architetture religiose

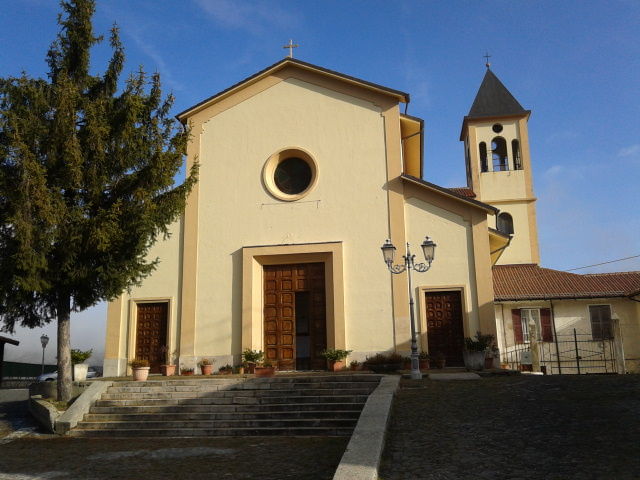
La chiesa nuova di Sant'Egidio

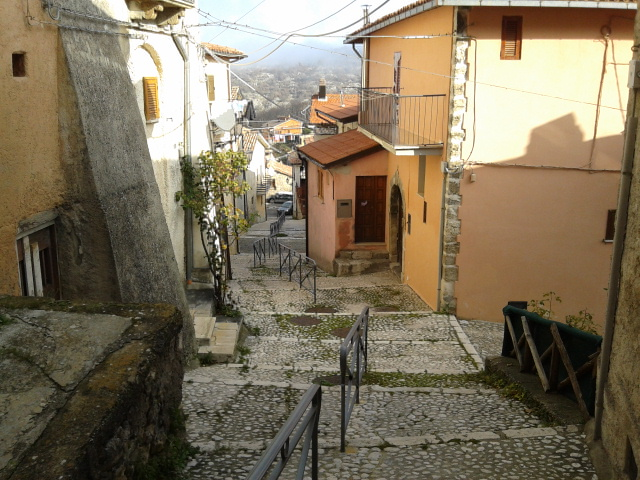
Scorcio del borgo

- La chiesa antica di Sant'Egidio, di origine cistercense risalente al 1187 è citata nella bolla pontificia di papa Clemente III[7]. Restaurata negli anni duemila presenta diversi stili, dal gotico, al romanico[8].
- La chiesa nuova di Sant'Egidio abate, ultimata nel 1956 è situata nel centro urbano[9].

### Architetture civili
Mulino ad acquaNei pressi delle sorgenti è presente una cascata con un antico mulino ad acqua a ruota orizzontale, restaurato negli anni duemila. Nel mulino sono presenti due macine: la più antica ad acqua risalente al 1800 e quella elettrica degli anni cinquanta. Entrambe sono state restaurate nel 2008 dalla locale Pro loco. Ospita dal 14 agosto 2008 il museo delle tradizioni contadine.

### Siti archeologici
Ponte romanoI ruderi di un ponte di epoca romana si trovano nei pressi della grotta di Beatrice Cenci, tra Verrecchie e Petrella Liri. L'antica infrastruttura è situata lungo un'arteria di collegamento che potrebbe essere stata al servizio della colonia romana di Alba Fucens.

### Aree naturali
Sorgente del fiume ImeleSituata a quota 1 051 m s.l.m. del monte Padiglione, a nord di Verrecchie, presenta il sentiero storico-naturalistico, l'area sorgiva, le paratie, i canali e altre opere artificiali di captazione. Nel limitrofo comune di Tagliacozzo si trova il parco geologico risorgenti dell'Imele.
Grotte di Beatrice CenciIl paese è ricco di cavità carsiche incluse nel complesso speleologico e turistico delle grotte intitolato a Beatrice Cenci come l'inghiottitoio dell'Ovìdo e l'inghiottitoio dell'Otre (localmente detto "j'Ote"), dove il fiume Imele s'inabissa per poi riemergere nei pressi di Tagliacozzo alla risorgenza di Capacqua del fiume Imele.

## Società

### Tradizioni e folclore
A metà agosto si svolge la festa patronale in onore di sant'Egidio con celebrazioni religiose e civili come il rito della Pantasima.

## Cultura
Museo delle tradizioni contadineAll'interno del mulino ad acqua è stato allestito il museo delle tradizioni contadine, inaugurato il 14 agosto 2008.